# Henrik Hajdu
Henrik Hajdu, född 20 december 1890, död 30 maj 1969, var en ungersk översättare.
Hajdu översatte till ungerska en mängd verk ur den norska och danska skönlitteraturen, bland annat romaner av Knut Hamsun, Sigrid Undset, Martin Andersen Nexø och Henrik Pontoppidan, samt alla Henrik Ibsens skådespel (1966). Under titlarna Skandináv líra (1936) och Skandináv költök (1964) gav han ut skandinavisk lyrik i ungersk tolkning.